# Polish International 2013
Die Polish International 2013 im Badminton fanden vom 19. bis zum 22. September 2013 in Lubin statt. Es war die zweite Auflage dieser Turnierserie in Polen. Die Veranstaltung ist nicht zu verwechseln mit den Polish Open 2013.

## Sieger und Platzierte
| Disziplin    | Gold                        | Silber                                   | Bronze                            |
| ------------ | --------------------------- | ---------------------------------------- | --------------------------------- |
| Herreneinzel | Lin Yu-hsien                | Wang Tzu-wei                             | Misbun Ramdan Mohmed Misbun       |
| Herreneinzel | Lin Yu-hsien                | Wang Tzu-wei                             | Wan Chia-hsin                     |
| Dameneinzel  | Cheng Chi-ya                | Hsu Ya-ching                             | Anna Thea Madsen                  |
| Dameneinzel  | Cheng Chi-ya                | Hsu Ya-ching                             | Lee Chia-hsin                     |
| Herrendoppel | Chen Chung-jen Wang Chi-lin | Christopher Rusdianto Tri Kusuma Wardana | Adam Cwalina Przemysław Wacha     |
| Herrendoppel | Chen Chung-jen Wang Chi-lin | Christopher Rusdianto Tri Kusuma Wardana | Huang Po-jui Lu Ching-yao         |
| Damendoppel  | Lee Chia-hsin Wu Ti-jung    | Chiang Mei-hui Hsu Ya-ching              | Jenny Moore Victoria Williams     |
| Damendoppel  | Lee Chia-hsin Wu Ti-jung    | Chiang Mei-hui Hsu Ya-ching              | Joan Christiansen Tilde Iversen   |
| Mixed        | Lin Chia-hsuan Hsu Ya-ching | Lu Ching-yao Pai Yu-po                   | Wang Chi-lin Wu Ti-jung           |
| Mixed        | Lin Chia-hsuan Hsu Ya-ching | Lu Ching-yao Pai Yu-po                   | Łukasz Moreń Agnieszka Wojtkowska |